# Eric Ruuth

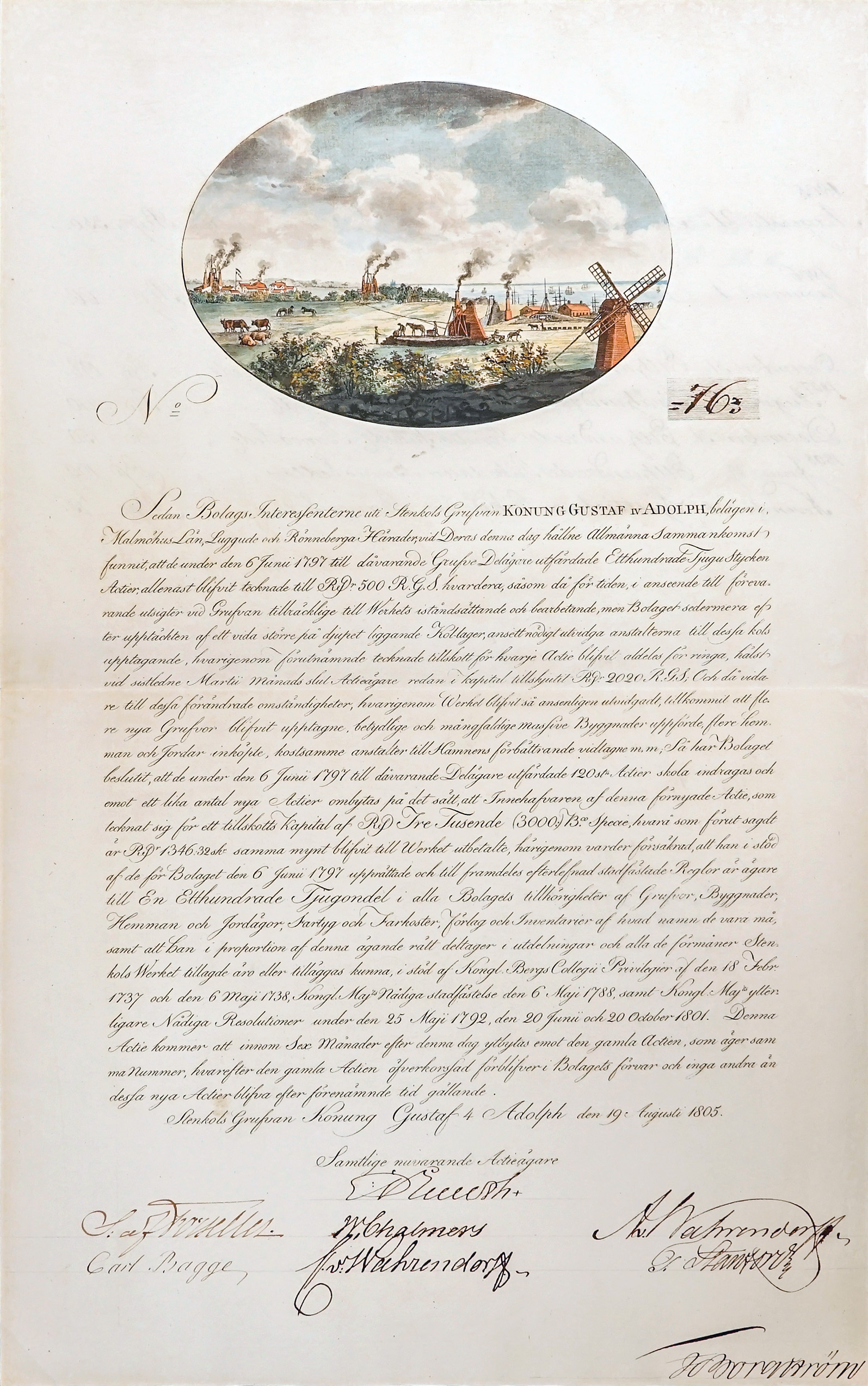
Akcja Kopalni węgla króla Gustawa IV Adolfa, wyemitowana 19 sierpnia 1805 r., podpisana m.in. przez założycieli Erica Ruutha i Williama Chalmersa.

Eric Ruuth (ur. 24 października 1746 w Sztokholmie, zm. 25 maja 1820) – polityk szwedzki. 
Syn wiceadmirała Gustafa Ruutha i Finland (1697–1757) i baronessy Ebby Christiny Sjöbladh (córki barona Carla Georga Siöblada). W 1777 uzyskał tytuł Freiherra. Należał do partii Gustavianerna. Gustaw III był jego bliskim przyjacielem. W 1786 został sekretarzem stanu do spraw finansów (statssekreterare för finansexpeditionen). Odpowiadał za finanse podczas wojny rosyjsko-szwedzkiej (1788-1790). Gdy Jacob Johan Anckarström zamordował króla Gustawa (1792), Ruuth wycofał się z polityki.
Ruuth interesował się przemysłem wydobywczym (węgiel bitumiczny w prowincji Skania). Gdy w 1809 władzę objął Karol XIII, Ruuth powrócił do polityki i reprezentował nadal frakcję Gustavianerna.